# Benjamin Cavet
Benjamin Cavet (Maidstone, 1º gennaio 1994) è uno sciatore freestyle britannico naturalizzato francese, specialista nelle gobbe.

## Biografia
Nato a Maidstone, in Inghilterra, e trasferitosi con la famiglia in Francia a 10 anni, ha esordito in Coppa del Mondo il 10 dicembre 2011 a Ruka (19º nelle gobbe) gareggiando per la Gran Bretagna. Nella primavera 2012 ha ottenuto la nazionalità francese e ha iniziato a gareggiare per questa nazione. Ha ottenuto il primo podio in Coppa del Mondo il 21 marzo 2014 a La Plagne (3º nelle gobbe in parallelo). Il 18 gennaio 2019 ha ottenuto la sua prima vittoria nel massimo circuito, imponendosi nelle gobbe a Lake Placid.
Ai Giochi olimpici invernali di Soči 2014 si è classificato 8º nelle gobbe, mentre a Pyeongchang 2018 è stato eliminato nelle qualificazioni e ha concluso 25º nelle gobbe. A Pyeongchang 2018 ha chiuso 4º nelle gobbe.

## Palmarès

### Mondiali
- 2 medaglie:
  - 2 argenti (gobbe a Sierra Nevada 2017 e ad Almaty 2021)

### Mondiali juniores
- 3 medaglie:
  - 1 oro (gobbe in parallelo a Valmalenco 2014)
  - 2 argenti (gobbe a Jyväskylä 2011; gobbe a Valmalenco 2014)

### Coppa del Mondo
- Miglior piazzamento nella Coppa del Mondo di gobbe: 2º  nel 2017 e nel 2021
- 31 podi:
  - 3 vittorie
  - 14 secondi posti
  - 14 terzi posti

#### Coppa del Mondo - vittorie
| Data             | Località    | Paese       | Specialità |
| ---------------- | ----------- | ----------- | ---------- |
| 18 gennaio 2019  | Lake Placid | Stati Uniti | MO         |
| 12 dicembre 2020 | Idre Fjäll  | Svezia      | MO         |
| 20 dicembre 2024 | Bakuriani   | Georgia     | MO         |

Legenda:

MO = gobbe